# Vepris mandangoa
Vepris mandangoa là một loài thực vật thuộc họ Rutaceae. Đây là loài đặc hữu của Cộng hòa Dân chủ Congo. Chúng hiện đang bị đe dọa vì mất môi trường sống.